# Ernest Russell Mowrer
Ernest Russell Mowrer (* 18. August 1895 in Lost Springs, Kansas; † 1983) war ein US-amerikanischer Soziologe. Er lehrte als Professor an der Northwestern University.
Mowrer erreichte 1918 den Bachelor-Abschluss für Journalismus an der Universität Kansas und wechselte dann an die Universität Chicago, wo er Soziologie studierte, 1921 das Master-Examen machte und 1924 zum Ph.D. promoviert wurde. Seine Dissertationsschrift über desorganisierte Familien erschien 1927 bei University of Chicago Press und zählt zum Korpus von Studien der Chicagoer Schule der Soziologie.
1922/23 war Mowrer Assistenzprofessor für Soziologie am privaten Coe College in Cedar Rapids (Iowa) und 1923/24 an der Ohio Wesleyan University. Danach folgten zwei Jahre Forschung für die Wieboldt Foundation. 1928 kam er an die Northwestern University, erst als Assistenzprofessor, ab 1933 als außerordentlicher Professor und ab 1943 als ordentlicher Professor. Dort blieb er bis zu seiner Emeritierung im Jahr 1963. 
Mowrer entwickelte eine vereinheitlichende Theorie der persönlichen Desorganisation, mit der er Entwicklungen zu abweichendem Verhalten analysierte. Zudem entwickelte er ein Verfahren zur Darstellung von Verhaltensänderungen auf isometrischen Karten.

## Schriften (Auswahl)
- Family Disorganization. An Introduction to Sociological Analysis. University of Chicago Press, Chicago 1927 (Neuauflage: Arno Press, New York 1972, ISBN 0405038739).
- Domestic discord. Its analysis and treatment. University of Chicago Press, Chicago 1928.
- The family. Its organization and disorganization. University of Chicago Press, Chicago 1932.
- Disorganization, personal and social. J. B. Lippincott company, Philadelphia/Chicago 1942.